# Valérie Benguigui
Valérie Benguigui (8. července 1961, Oran, Alžírsko – 2. září 2013, Paříž, Francie) byla francouzská divadelní a filmová herečka.

## Život a kariéra
Svou filmovou kariéru zahájila v roce 1986 ve snímku On a volé Charlie Spencer!. Později hrála v řadě dalších filmů, mezi které patří Chaos (2001), Mezi zdmi (2008) nebo Ztraceni v lásce (2009). Za svou roli ve filmu Jméno získala v roce 2013 ocenění Césara pro nejlepší herečku ve vedlejší roli. Filmy tvořily stěžejní složku její herecké činnosti, v divadlech a v televizi hrála poměrně málo.
Byla vdaná za Erica Waplera, herce a majitele restaurace. Měla dva syny, Césara a Abrahama. Zemřela na rakovinu prsu ve svých dvaapadesáti letech.